# Pseudomyrmex gebellii
Pseudomyrmex gebellii är en myrart som först beskrevs av Auguste-Henri Forel 1899.  Pseudomyrmex gebellii ingår i släktet Pseudomyrmex och familjen myror. Inga underarter finns listade i Catalogue of Life.